# 2006년 아시안 게임 소프트볼 여자 선수 명단
다음은 2006년 아시안 게임 소프트볼 여자 선수 명단이다.

## 대표팀 명단

### 중화인민공화국
틀:2006년 아시안 게임 소프트볼 중국 선수 명단

### 중화 타이베이
틀:2006년 아시안 게임 소프트볼 중화 타이페이 선수 명단